# 本维尔 (上莱茵省)
本维尔（法語：Bennwihr，法語發音：[bɛnviʁ] ⓘ）是法国上莱茵省的一个市镇，属于科尔马-里博维莱区。

## 地理
本维尔（48°8'37"N, 7°19'31"E）面积6.59 平方千米，位于法国大東部大區上莱茵省，该省份为法国东部内陆省份，是阿尔萨斯的一部分，今与下莱茵省组成了阿尔萨斯欧洲集体，其北临下莱茵省，西接孚日省，西南接贝尔福地区省，东侧沿莱茵河与德国相望，南与瑞士接壤。
与本维尔接壤的市镇（或旧市镇、城区）包括：米特尔维尔、贝布勒奈姆、乌森、科尔马、奥斯泰姆、凯瑟斯贝格-维尼奥布勒。
本维尔的时区为UTC+01:00、UTC+02:00（夏令时）。

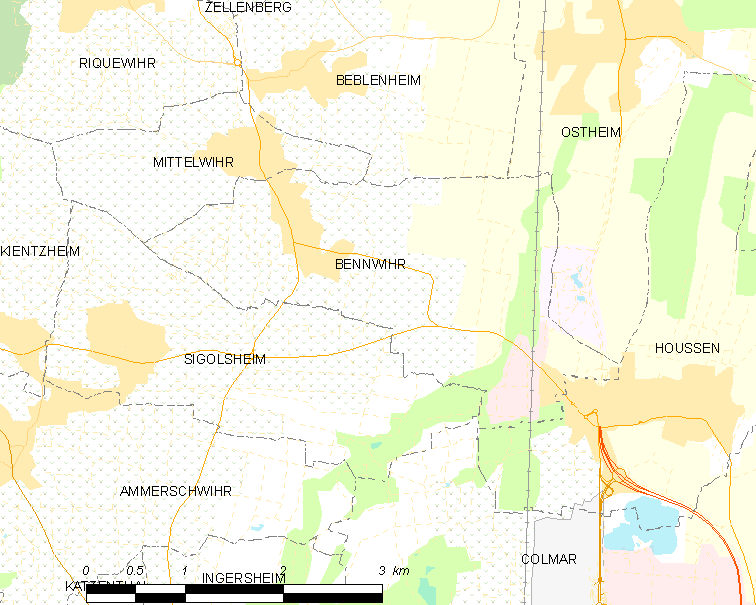
本维尔的OSM定位图

## 行政
本维尔的邮政编码为68630、68126，INSEE市镇编码为68026。

## 政治
本维尔所属的省级选区为圣玛丽欧米讷县。

## 人口

1962-2008年间本维尔人口变化图示

本维尔于2022年1月1日时的人口数量为1335人。